# سودوپلتیرین
سودوپلتیرین (به انگلیسی: Pseudopelletierine) یک ترکیب شیمیایی با شناسه پاب‌کم ۱۱۰۹۶ است.